# Softwin
A Softwin é uma empresa sedeada em Bucareste, capital da Roménia, nascida em 1990.
Possui uma equipa de cerca de 500 técnicos de Tecnologias da Informação, que desenvolvem soluções de segurança.